# Добри Дол (община Врапчиште)
Добри Дол (мак. Добри Дол, алб. Lugina e mire ose Dobërdol) — село в общині Врапчиште, Північна Македонія. Раніше входило до складу общини Неготино-Полошко.

## Історія
Добри Дол згадується в османському податковому реєстрі (дефтері) 1467/68 року для нахії Калканделен. У селі налічувалося 68 християнських домогосподарств, 3 холостяки і 2 вдови.
За статистикою, зібраною Васілом Кинчовим у 1900 році, у селі проживало 940 албанців-мусульман.

## Демографія
Згідно з переписом населення у 2021 році, у Добри Долі проживало 3546 мешканців з таким етнічним складом:
- Албанці — 3401
- Особи, дані яких отримані з адміністративних джерел — 137
- Інші — 6
- Македонці — 2

Згідно з переписом 2002 року, в селі проживало 5223 жителі. Серед етнічних груп, що мешкали в селі, можна виділити наступні:
- Албанці — 5206
- Македонці — 2
- Турки — 1
- Інші — 14

За даними перепису населення у королівстві Албанія 1942 року, у Добри Долі проживало 2030 албанців-мусульман.

## Спорт
Місцевий футбольний клуб «Беса» грає у Першій лізі Македонії.